# George Feher
George Feher (1924) es un físico, químico y profesor estadounidense que trabaja en la Universidad de California en San Diego.

## Nacimiento y educación
George Feher nació en Checoslovaquia en 1924. Recibió su estudio de grado, máster y doctorado (PhD) de la Universidad de California, Berkeley.
Después de completar su doctorado, trabajó como físico en los Laboratorios Bell y en la Universidad de Columbia. En 1960, se convirtió en profesor de Física en la Universidad de California, San Diego. Desde entonces, ha sido profesor en la UCSD.

## Investigación
Su principal investigación ha sido descubrir los mecanismos básicos por los cuales plantas y bacterias usan la fotosíntesis para convertir la luz solar en energía química. Sus contribuciones a la ciencia son el desarrollo de herramientas de espectroscopia y sus aplicaciones, en particular, a problemas de bioquímica y biofísica.

## Premios
En 2006, fue galardonado con el Premio Wolf en Química, junto con Ada Yonath del Instituto Weizmann de Ciencias en Rejovot, Israel, por sus "descubrimientos ingeniosos de la estructura de los ribosomas".